# Substitute Numbering Agency
Eine Substitute Numbering Agency (SNAs) „Ersatz-Nummerierungs-Agentur“ ist eine National numbering agency (NNA), die von der Association of National Numbering Agencies zur Unterstützung von Ländern, in denen es keine NNA gibt, benannt wurde.
Aktuell gibt folgende SNAs:
- CUSIP Global Services ( Vereinigte Staaten)
- WM Datenservice ( Deutschland)
- SIX Financial Information ( Schweiz)

Die Zuständigkeitsbereiche wurden geografisch unter ihnen aufgeteilt, so dass eine globale Abdeckung erreicht wird. Sobald ein Land eine NNA ernannt hat, arbeiten diese Agentur und die SNA eng zusammen, um einen reibungslosen Übergang der Nummerierungsfunktion zu gewährleisten. Die SNA eines Landes kann auch eingreifen, um die ernannte NNA bei operativen Fragen zu unterstützen.